# ハイホー (企業)
株式会社ハイホー（英：hi-ho Inc.）は、東京都豊島区に本社を置くインターネットサービスプロバイダ。

## 概要
パソコン通信サービス「SiLK-NET」を展開していた松下電器産業により、SiLK-NETの後継サービスとして1995年にISP「Panasonic hi-ho」を設立。名称は「それ行け」の掛け声を意味する「ハイホー」の語感の良さとともに、「High Quality of Internet at Home & Office」の略を合わせたものとした。2004年には子会社「パナソニック ネットワークサービシズ」に移管。契約者数は2001年時点でピークとなる約100万人を記録したものの、その後2007年時点では個人・法人合わせ約20万に留まり松下電器はISP事業からの撤退を決定し同年6月にISP事業の受け皿として「株式会社ハイホー」を設立。インターネットイニシアティブが全株式を取得し同社の子会社となり、その後2018年には光通信系のISPホールディングス（現・セールスパートナー）の傘下となる。
ロゴマークはhi-hoの頭文字となる「h」をモチーフに、安定感のあるバックボーンを表す太い斜線とブロードバンドのスピード感や未来につながる明確なベクトルを示す鋭い曲線を組み合わせたものとしている。

## 沿革
前史
- 1995年 - 松下電器産業により「Panasonic Hi-HO」としてサービスを開始[2]。
- 1997年 - 動画配信サービス「Panasonic Streamcast」を開始[7]、個人配信向けの有料レンタルチャンネルサービスも展開した[8]。
- 1998年1月 - アスキーのISPサービスを継承[2][9]。
- 2001年
  - 2月1日 - ブロードバンド契約者向けの動画配信サービス「Hi-HO Media TV」を開始[10]。
  - 9月7日 - 「h」をモチーフとした現行のロゴマーク・ロゴタイプを制定、サービス名をHi-HOから小文字の「hi-ho」に変更[6]。
- 2004年4月1日 - パナソニック ネットワークサービシズ（PNS）に移管[11]。
- 2007年3月29日 - PNSとインターネットイニシアティブ（IIJ）がISP関連事業の譲渡に合意[12]。

分社化後
- 2007年6月1日 - PNSがhi-ho事業の継承を目的とした事業会社「株式会社ハイホー」を設立、同日付でIIJが全株式を取得[4]。
- 2017年12月31日 - 光通信グループのISPホールディングス（現・セールスパートナー）に全株式を譲渡[5]。
- 2019年6月 - Hi-BITの一部事業、ホワイトサポートの全事業を継承[13]。
- 2020年
  - 1月 - EPARKマーケティング、ホワイトサポート、シグマライン、ブリッツラインを合併[13]。
  - 10月1日 - セールスパートナー・エコネクトの一部事業を承継[14]。
- 2021年12月1日 - E-STAMPを合併[15]。
- 2022年3月1日 - アクセスオンラインのISP「ライト光」を承継[16]。

## サービス
- インターネット接続サービス - 「hi-ho」ブランドをはじめ「光GIGA」「CLOUD LINE」「Toppa!」「BroadAce」「ダントツネット」「ダントツひかり」を運営。
- モバイルサービス - MVNOとして「hi-ho LTE」やモバイルWi-Fiプランを展開。
- 電子契約サービス - 「E-STAMP」「CLOUD STAMP」「電子契約BANK」を運営。

## スポンサー
- Rush Gaming
- CAG OSAKA

過去
- X-MOMENT
- Human Academy CREST GAMING